# Ioan Adam
Ioan Adam (n. 1 decembrie 1952, Poiana Mărului, județul Brașov) este un avocat, profesor de drept civil și om politic român, fost parlamentar, membru al Camerei Deputaților din Parlamentul României (2012-2015). În 1981 a absolvit Facultatea de Drept din cadrul Universității Babeș-Bolyai din Cluj, cu lucrarea „Încheierea contractelor civile”. A funcționat ca judecător în cadrul Judecătoriei Brașov (1983 - 1994), îndeplinind, timp de patru ani, funcția de președinte al acestei instanțe (1990 - 1994). Înainte de a deveni avocat, membru al Baroului Brașov (din 1995), a îndeplinit, timp de un an, funcția de judecător în cadrul Tribunalului Brașov (1994 - 1995). În anul 1995 a obținut titlul de doctor în drept din partea Facultății de Drept din cadrul Universității din București, susținându-și teza de doctorat sub coordonarea profesorului Corneliu Bîrsan. În anul 1997 a fondat Societatea civilă de avocați Ioan Adam și Adrian Rusu. În paralel cu exercitarea profesiei de avocat, a urmat o carieră universitară, obținând, în anul 2002, gradul de profesor universitar. Este autorul a numeroase cursuri universitare și monografii. În anul 2006, Uniunea Juriștilor din România i-a decernat premiul „I. L. Georgescu” pentru lucrarea „Legea nr. 85/2006. Comentarii și explicații”, scrisă în colaborare cu Codruț Nicolae Savu și editată, în același an, de către editura C.H. Beck.
Pentru același motiv, contractul de muncă al profesorului Ioan Adam cu Universitatea "Transilvania" din Brașov a fost suspendat în noiembrie 2014.
Declarația de avere completată în 10 iunie 2013 de deputatul Ioan Adam este prezentată pe larg pe platforma hotnews.ro

## Controverse
Pe 22 ianuarie 2015 Ioan Adam a fost trimis în judecată de DNA pentru instigare la abuz în serviciu și cumpărare de influență. Ca urmare a faptului că a fost arestat preventiv, Ioan Adam a demisionat din funcția de deputat în februarie 2015 . În același dosar au fost implicați Viorel Hrebenciuc, Andrei Hrebenciuc, și Tudor Chiariu.
Pe 13 noiembrie 2023 Înalta Curte de Casație și Justiție l-a achitat definitiv pe Ioan Adam în acest dosar.